# أمون توبن
أمون توبن (و. 1972  م) هو موسيقي، ودي جيه، وملحن، ومنتج أسطوانات برازيلي، ولد في ريو دي جانيرو، يستخدم آلات سنثسيزر، وفونوغراف، بدأ مشواره المهني سنة 1995.

## وصلات خارجية
- أمون توبن في قاعدة بيانات الأفلام على الإنترنت